# جامعة بيس
جامعة بيس (الإنجليزية:Pace University) هي جامعة خاصة لها حرم جامعي رئيسي في مدينة نيويورك وحرم جامعي ثانوي في مقاطعة ويستشستر، نيويورك. تأسست عام 1906 من قبل الأخوين هوميروس سانت كلير بيس وتشارلز أ. بيس كمدرسة أعمال. يسجل بيس حوالي 13000 طالب في برامج البكالوريوس والماجستير والدكتوراه. تقدم حوالي 100 تخصص في مدارسها الست. تقدم الجامعة أيضًا درجة الماجستير في الفنون الجميلة في التمثيل من خلال مدرسة التمثيل في استوديو الدراما   وهي موطن لبرنامج داخل استيديو الممثلين التلفزيوني.
مدارسها الرئيسية هي كلية المهن الصحية، وكلية دايسون للفنون والعلوم، وكلية إليزابيث هوب للقانون، وكلية لوبين للأعمال، وكلية التربية، وكلية سايدنبرغ لعلوم الكمبيوتر ونظم المعلومات. تدير الجامعة مركزًا لعدالة المرأة في يونكرز،  وحاضنة أعمال  وهي تابعة لمدرسة بيس الثانوية العامة.
عمل بيس في الأصل من مبنى نيويورك تريبيون في مدينة نيويورك، وانتشر باسم معهد بيس، الذي يعمل في العديد من المدن الأمريكية الكبرى. في عشرينيات القرن الماضي، قامت المؤسسة بتجريد المرافق خارج نيويورك، وحافظت على موقعها في مانهاتن السفلى. اشترت أول منزل دائم لها في 41 بارك رو في مانهاتن في عام 1951، وافتتحت أول حرم جامعي في ويستشستر في عام 1963. افتتحت بيس أكبر مبنى لها، بيس بلازا 1، في عام 1969. بعد أربع سنوات، أصبحت جامعة. 

## التاريخ

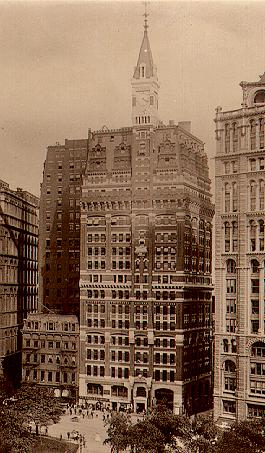
مبنى نيويورك تريبيون ، أول منزل للمدرسة (حاليًا ون بيس بلازا). 41 بارك رو على اليمين.

في عام 1906، أسس الأخوان هومر سانت كلير بيس وتشارلز أشفورد بيس شركة بيس وبيس لإدارة مدارس المحاسبة والأعمال. أخذ الأخوان بيس قرضًا بقيمة 600 دولار، استأجروا فصلًا دراسيًا في أحد طوابق مبنى نيويورك تريبيون، وهو اليوم موقع مجمع ون بيس بلازا. علمت بيسس الصف الأول من 13 رجلاً وامرأة. نمت المدرسة بسرعة، وانتقلت عدة مرات حول مانهاتن السفلى.
سرعان ما تم دمج مدرسة الأخوة بيس كمعهد بيس، وتوسعت في جميع أنحاء البلاد، حيث تقدم دورات في المحاسبة وقانون الأعمال في العديد من المدن الأمريكية. كان حوالي 4000 طالب يأخذون دورات الأخوين بيس في جمعية الشبان المسيحية في منطقة نيويورك - نيو جيرسي. كما تم تقديم دورة بيس الموحدة في المحاسبة في بوسطن، وبالتيمور، وواشنطن العاصمة، وبافالو، وكليفلاند، وديترويت، وميلووكي، وغراند رابيدز، وكانساس سيتي، وسانت لويس، ودنفر، وسان فرانسيسكو، ولوس أنجلوس، وبورتلاند، وسياتل. في عشرينيات القرن الماضي، قلقًا بشأن مراقبة الجودة في المواقع البعيدة، قام الأخوان بيس بتخليص مدارسهم الخاصة خارج نيويورك، وخصصوا اهتمامهم لاحقًا للمدرسة الأصلية في مانهاتن السفلى، ليصبحوا في نهاية المطاف أحد حرم جامعة بيس. أصبح معهد بيس في واشنطن العاصمة فيما بعد جامعة بنجامين فرانكلين (الآن جزء من جامعة جورج واشنطن).  في عام 1927، انتقلت المدرسة إلى مبنى النقل المكتمل حديثًا في 225 برودواي، وظلت هناك حتى الخمسينيات.
بعد وفاة تشارلز في عام 1940 وهوميروس في عام 1942، أصبح روبرت س. بيس، نجل هوميروس، الرئيس الجديد لبيس. في عام 1947، تمت الموافقة على معهد Pace للحصول على مركز جامعي من قبل مجلس ولاية نيويورك للحكام. في عام 1951، اشترت الكلية أول مبنى في الحرم الجامعي: 41 بارك رو في مانهاتن السفلى. كان المبنى، الذي تم تحديده من معالم مدينة نيويورك، هو المقر الرئيسي في أواخر القرن التاسع عشر لصحيفة نيويورك تايمز . في عام 1963، تم إنشاء حرم بليسانتفيل الجامعي باستخدام الأراضي والمباني التي تبرع بها الرئيس آنذاك لخريجي
الاطعمة العامة وبيس والوصي واين ماركس وزوجته هيلين.
في عام 1966، قام نائب الرئيس الأمريكي هوبرت همفري وعمدة مدينة نيويورك جون ليندسي بوضع حجر الأساس لمجمع وان بيس بلازا سيفيك سنتر، مع رئيس بيس آنذاك إدوارد ج. مورتولا. تم هدم مبنى نيويورك تريبيون السابق الواقع في 154 شارع ناسو، مقابل 41 بارك رو، لإفساح المجال لمجمع المبنى الجديد.
وافق مجلس حكام ولاية نيويورك على عريضة كلية بيس للحصول على وضع جامعي في عام 1973. بعد ذلك بوقت قصير، في عام 1975، اتحدت كلية وايت بلينز (المعروفة سابقًا باسم كلية المستشار الجيد) مع بيس وأصبحت حرم وايت بلينز الذي كان يستخدم في ذلك الوقت لاستضافة كل من الدورات الجامعية وكلية الحقوق الجديدة لباس التي تم إنشاؤها في نفس العام. في سبتمبر 1976، بدأت بيس في تقديم دورات في ميدتاون مانهاتن في مبنى شركة التأمين على الحياة العادلة (الآن شركة أكسا للتأمين على الحياة) في شارع الأمريكتين، وانتقلت مرة واحدة قبل الانتقال إلى موقعها الحالي في عام 1997. تم الحصول على كلية برياركليف في عام 1977 وأصبحت حرم برياركليف الجامعي. تم افتتاح مركز للخريجين في عام 1982 في وايت بلينز ، نيويورك، وفي عام 1987 انتقل مركز الدراسات العليا إلى مجمع مركز ويستشستر المالي الذي تم بناؤه حديثًا في منطقة الأعمال بوسط مدينة وايت بلينز؛ الذي كان وقت افتتاحه، برنامج علوم الكمبيوتر للخريجين من بيس هو أول برنامج دراسات عليا معتمد على المستوى الوطني في ولاية نيويورك.
في عام 1994، تم دمج جميع برامج البكالوريوس في وايت بلينز في حرم بليزانتفيل-برياركليف الجامعي، وتم تسليم حرم وايت بلينز في نورث برودواي إلى كلية الحقوق؛ مما أدى إلى برامج جامعة ويستشستر الجامعية في بليزنتفيل وبرامج الدراسات العليا في ويستشستر في وايت بلينز. أخيرًا في عام 1997، اشترى بيس معهد التجارة العالمي في 1 مركز التجارة العالمي من هيئة ميناء نيويورك ونيوجيرسي.
في 5 مارس 2006، اجتمع طلاب Pace وخريجوها وأعضاء هيئة التدريس والموظفون من جميع الجامعات في حرم بليزانتفيل في احتفال انطلاق المئوية على مستوى الجامعة؛ كان هناك قطار بيس المئوية، الذي تم توفيره مجانًا من قبل هيئة النقل الحضرية، لنقل الطلاب والخريجين وأعضاء هيئة التدريس والموظفين في مدينة بيس إلى حرم
بليزانتفيل بيس. حصل الرئيس السابق بيل كلينتون على درجة الدكتوراه الفخرية من الرسائل الإنسانية من بيس خلال الحفل الذي أقيم في مركز غولدشتاين للصحة واللياقة والترفيه. بعد حصوله على الدرجة الفخرية، خاطب الطلاب وأعضاء هيئة التدريس والخريجين وموظفي جامعة بيس، مستهلًا رسميًا الذكرى المئوية للجامعة.
منذ زيارتها الأخيرة للاحتفال بشهر التاريخ الأسود في عام 1989، زارت الدكتورة مايا أنجيلو مجتمع بيس مرة أخرى في 4 أكتوبر 2006 للاحتفال بالذكرى المئوية لبيس. بعد يومين، في 6 أكتوبر 2006، (يوم مؤسسي بيس) قرعت جامعة بيس جرس افتتاح سوق الأوراق المالية في ناسداك في وسط مانهاتن بمناسبة نهاية الاحتفال بالذكرى المئوية 14.

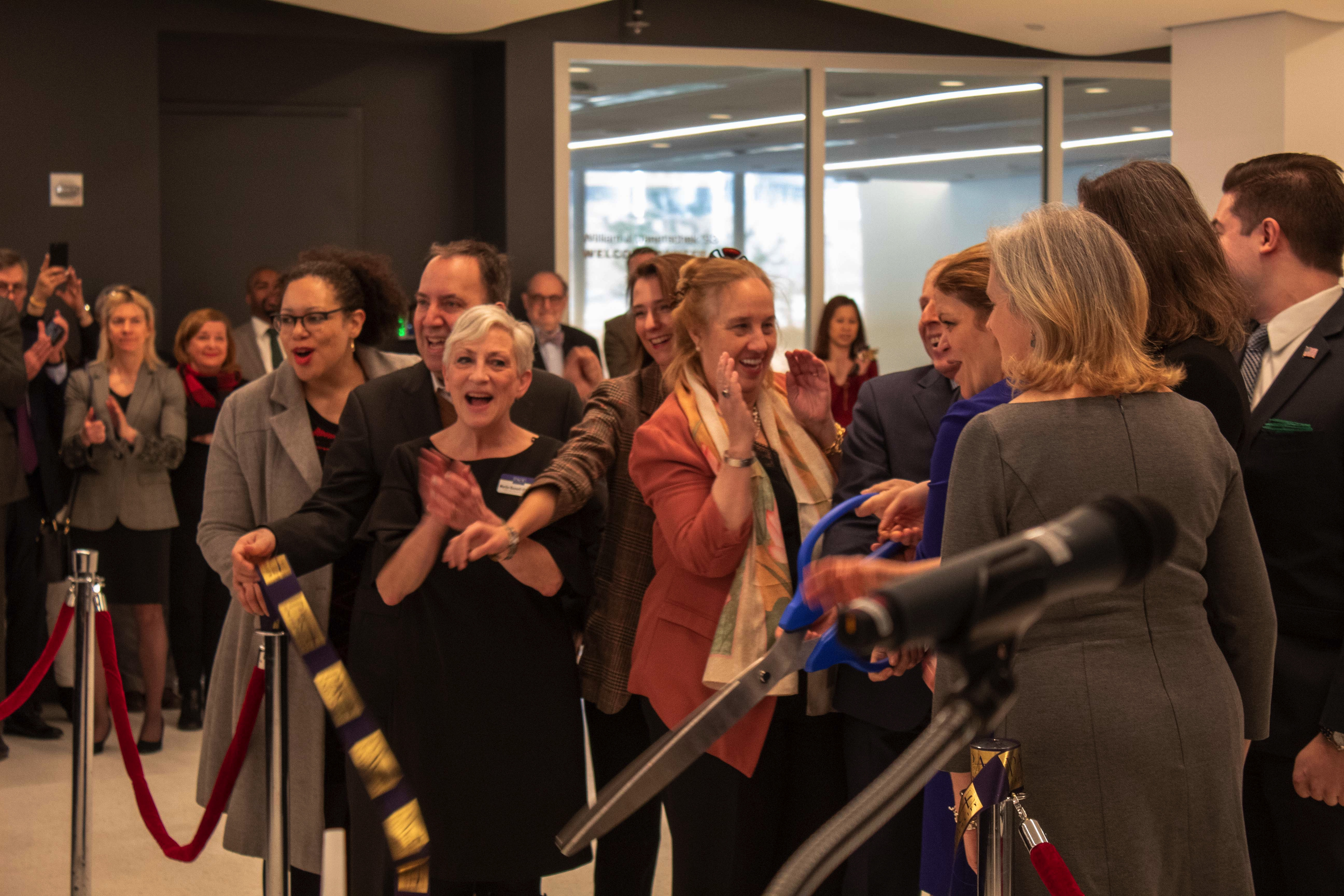
حفل افتتاح الشريط في ون بيس بلازا مع إدارة الجامعة ومسؤولي مدينة نيويورك

في 15 مايو 2007، أعلن رئيس جامعة بيس ديفيد أ.كابوتو تقاعده المبكر من الرئاسة في 3 يونيو 2007. عين مجلس أمناء جامعة بيس عميد كلية الحقوق ستيفن جيه. فريدمان في منصب الرئيس المؤقت. فريدمان هو عميد وأستاذ القانون بجامعة بيس منذ عام 2004. كما شغل منصب مفوض لجنة الأوراق المالية والبورصات ورئيسًا مشاركًا لشركة ديبيفواز وبليمبتون. تقاعد فريدمان من منصب رئيس جامعة بيس في يوليو 2017. في عام 2015، في محاولة لدمج حرم ويستشستر بجامعة بيس في مكان واحد، باعت جامعة بيس حرم برياركليف الجامعي.
تم تعيين الرئيس السابق لكلية أوبرلين، مارفن كريسلوف، رئيسًا لجامعة بيس في فبراير 2017.
في فبراير 2017، شرعت جامعة بيس في عملية تجديد بقيمة 190 مليون دولار عُرفت باسم «الخطة الرئيسية». المرحلة الأولى والتي تضمنت ون بيس بلازا و 41 مبنى بارك رو. تم الانتهاء من خلال حدث قص الشريط في 28 يناير 2019. تشمل المراحل المستقبلية الإضافية التوسع الرأسي لـ ون بيس بلازا لإنشاء 67,000 قدم مربع (6,200 م2) من المساحة الأكاديمية، ونقل مدرسة لوبين للأعمال، ونقل المكاتب الإدارية من 41 بارك رو، وتحديث واجهة ون بيس بلازا.

## أكاديميون

### القبول
كان معدل قبول الطلاب الجامعيين لعام 2019 في جامعة بيس 75.9٪ ، مع حصول الطلاب المقبولين على متوسط معدل تراكمي في المدرسة الثانوية 3.4، ومتوسط درجات مركب سات 1160 من 1600 (570 رياضيات، 590 قراءة وكتابة)، ومتوسط درجات ACT المركبة 25 من 36.

### الترتيب
صنفت نسخة 2020 من مجلة يو إس نيوز آند وورد ريبورت على بيس في المرتبة 202 بين جامعات الولايات المتحدة.

### المدارس والكليات
تتكون الجامعة من المدارس التالية، ولكل منها قسم الدراسات العليا والجامعية:
- كلية المهن الصحية (2011)
  - تم تصنيف مدرسة لينهارد للتمريض (1966) من قبل يو إس نيوز آند وورد ريبورت في المرتبة 79 بين كليات التمريض العليا.
- كلية دايسون للفنون والعلوم (1966)
  - مدرسة بيس للفنون المسرحية (PPA) [29]
- مدرسة لوبين للاعمال (1906) من بين أقل من ثلاثة بالمائة من كليات إدارة الأعمال العالمية الحاصلة على اعتماد مزدوج من AACSB International .
- مدرسة التربية (1966)
- كلية بفورتسهايمر الفخرية (2003)
- تعليم الكبار والتعليم المستمر (المعروف سابقًا باسم الكلية الجامعية 1979-1984 ؛ مدرسة التعليم المستمر 1968-1979)
- معهد التجارة العالمي بجامعة بيس (تم شراؤه من هيئة ميناء نيويورك ونيوجيرسي في عام 1997 - كان يقع في الأصل في الطابق 55 من 1 مركز التجارة العالمي حتى 11 سبتمبر 2001 ، وأعيد افتتاحه في عام 2003، وأغلق في 2005.)
- برنامج ماجستير في الفنون الجميلة. يعد مركز مايكل شيميل للفنون موطنًا للبرنامج التلفزيوني داخل استيديو الممثلين الذي استضافه سابقًا جيمس ليبتون، وقد استضاف مرةً مسرح توني راندال الوطني للممثلين.

تم تصنيف جامعة بيس في المرتبة 202 بين الجامعات الوطنية من قبل
يو إس نيوز آند وورد ريبورت في عام 2020، وتعادل في المرتبة 34 لـ «أفضل أداء في التنقل الاجتماعي». في عام 2015، تم تصنيف جامعة بيس في المرتبة رقم 19 في ولاية نيويورك حسب متوسط رواتب الأستاذ.

## الحرم الجامعي
تقع حرم جامعة بيس في مدينة نيويورك ومقاطعة ويستشستر. توفر خدمة النقل المكوكية بالجامعة وسائل النقل بين حرم جامعة نيويورك وبليزنتفيل. علاوة على ذلك، يوجد في جامعة بيس مدرسة ثانوية تقع على بعد عشرة مبانٍ فقط من حرم مدينة نيويورك بالجامعة (انظر مدرسة جامعة بيس الثانوية).

### مدينة نيويورك

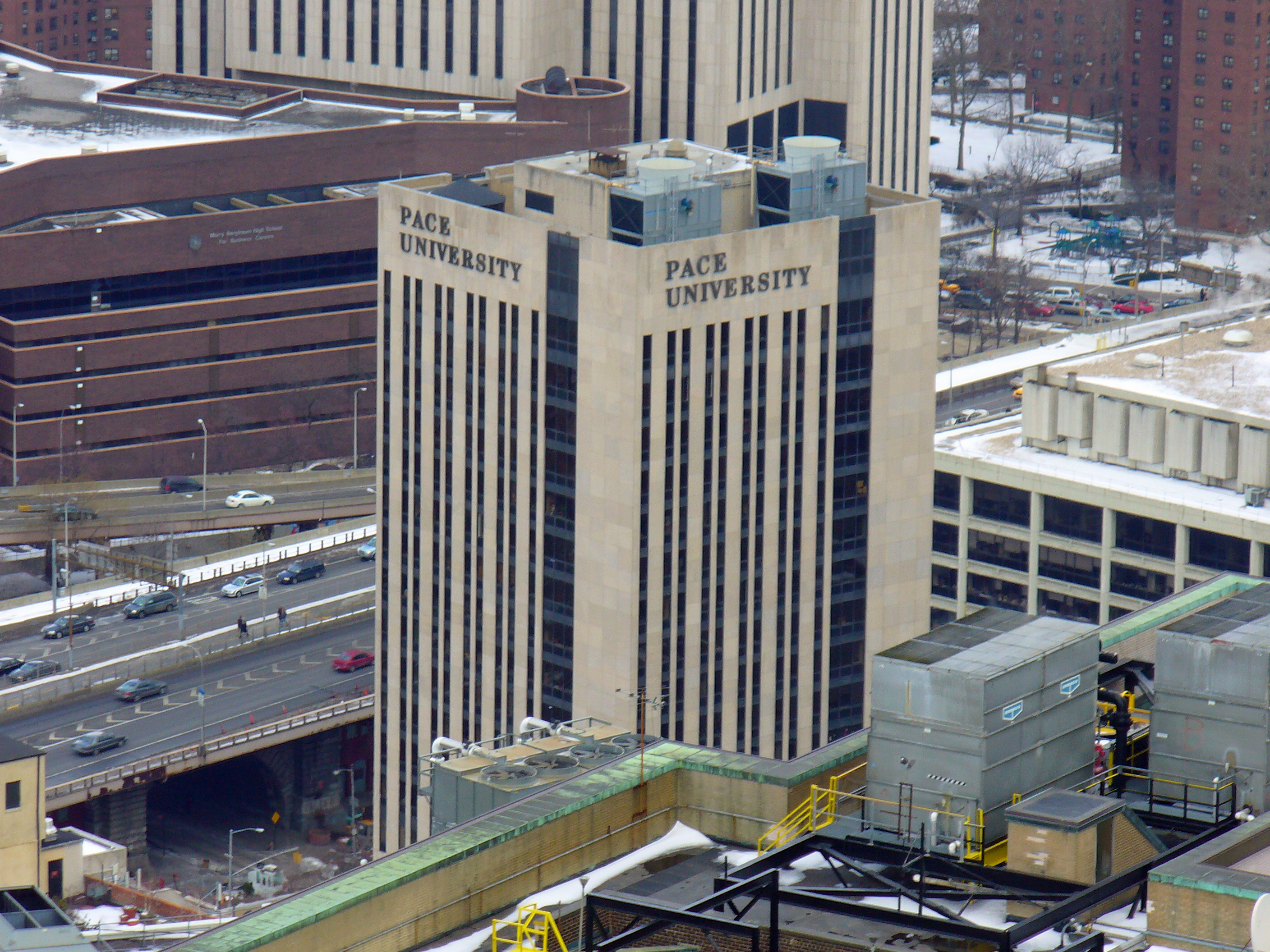
برج ماريا ، ون بيس بلازا

يقع حرم مدينة نيويورك في مركز سيفيك في مانهاتن السفلى، بجوار الحي المالي ومستشفى وسط مدينة نيويورك.

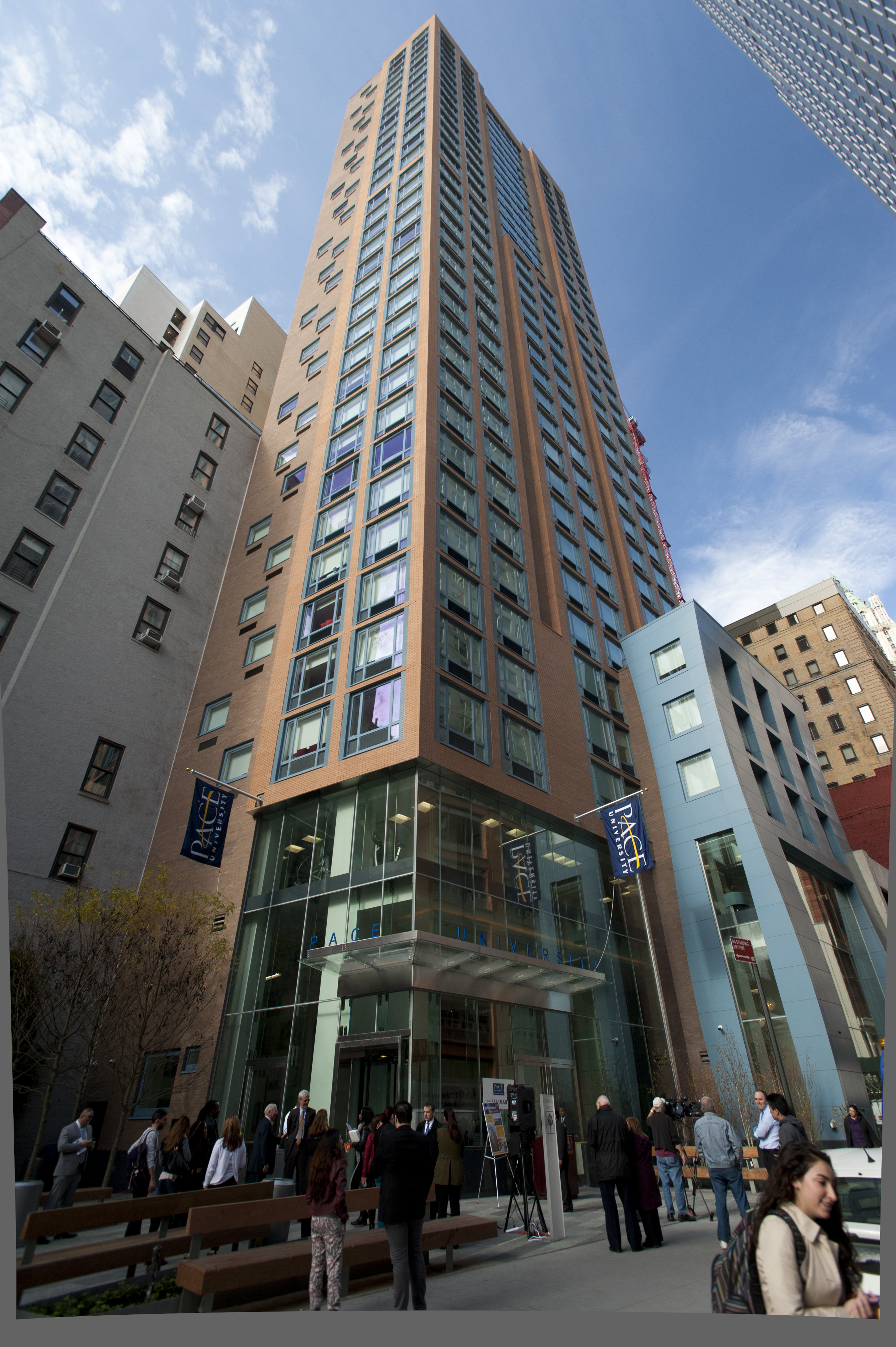
33 بيكمان

يقع الحرم الجامعي على مسافة قريبة من مواقع مدينة نيويورك الشهيرة بما في ذلك وول ستريت ومركز التجارة العالمي والمركز المالي العالمي وميناء ساوث ستريت والحي الصيني وليتل إيتالي. تبلغ مساحة بيس حوالي 950,000 قدم مربع (88,000 م2) من الفضاء في مانهاتن السفلى. المبنى الرئيسي، ون بيس بلازا، عبارة عن مبنى مكون من كتلتين مربعة يحده شوارع جولد وناسو وسبرس وشارع فرانكفورت، بجوار منحدر مدخل مانهاتن لجسر بروكلين. يقع مجمع ون بيس بلازا مباشرةً على الجانب الآخر من سيتي هيل، ويضم معظم الفصول الدراسية والمكاتب الإدارية، 2,000 قدم مربع (190 م2) اتحاد الطلاب ومسرح مجتمعي يتسع لـ 750 مقعدًا وقاعة إقامة شاهقة من 18 طابقًا (تُعرف باسم «برج ماريا»). 41 كان بارك رو المقر الرئيسي في القرن التاسع عشر لصحيفة نيويورك تايمز ، واستمر في ذلك الإرث، ويضم المبنى اليوم صحيفة الطلاب في الحرم الجامعي الصحافة بيس، بالإضافة إلى مكاتب تنظيم الطلاب، ومطبعة جامعة بيس، ومكاتب أعضاء هيئة التدريس، ومكاتب الجامعة. المكتبة والفصول الدراسية. يضم 41 بارك رو أيضًا مختبرات هاسكينز، 2,700 قدم مربع (250 م2) للدكتور سيمور إتش هاتنر،  حيث يتم إجراء التجارب الطبية، مثل دراسة مستخلص الشاي الأخضر في وسائل الإعلام الدولية. تم شراء مباني 157 شارع وليام و161شارع وليام و 163شارع وليام بواسطة بيس بعد هجمات 11 سبتمبر لتعويض خسارة الطابق 55 بأكمله، 45,943 قدم مربع (4,268.2 م2) ، في البرج الشمالي لمركز التجارة العالمي الذي كان يضم معهد التجارة العالمي التابع لجامعة بيس ومركز مؤتمرات التجارة العالمية (انظر القسم أدناه بعنوان 11 سبتمبر 2001). تضم مباني شارع ويلام قاعات دراسية، ومكاتب مدرسة سايدنبرغ لعلوم الكمبيوتر وأنظمة المعلومات، وكلية التربية، وكلية المهن الصحية، وحاضنات الأعمال بالجامعة، جنبًا إلى جنب مع مركز مؤتمرات وسط مدينة بيس  حيث يوجد e. تعقد جلسات إقامة ماجستير إدارة الأعمال (استأجرت بيس أيضًا مساحات مكتبية في 156 شارع ويليام). يوجد في بيس قاعات سكنية في 182 برودواي و 33 شارع بيكمان. يعد مبنى 33 شارع بيكمان أطول مبنى سكني للطلاب في العالم. كما تستأجر بيس أيضًا أماكن إقامة في السكن الجديد الأكثر حداثة في 55 شارع جون، أيضًا في مانهاتن السفلى. تقدم بيس أيضًا دروسًا في وسط مدينة مانهاتن في مبنى فريد إف الفرنسي على طراز فن الآرت ديكو في 551 فيفث أفينيو.
في يناير 2019، أكمل بيس تجديدًا بقيمة 45 مليون دولار في ون بيس بلازا و 41 بارك راو المجاور.

### ويستشستر

#### حرم بليزانتفيل الجامعي

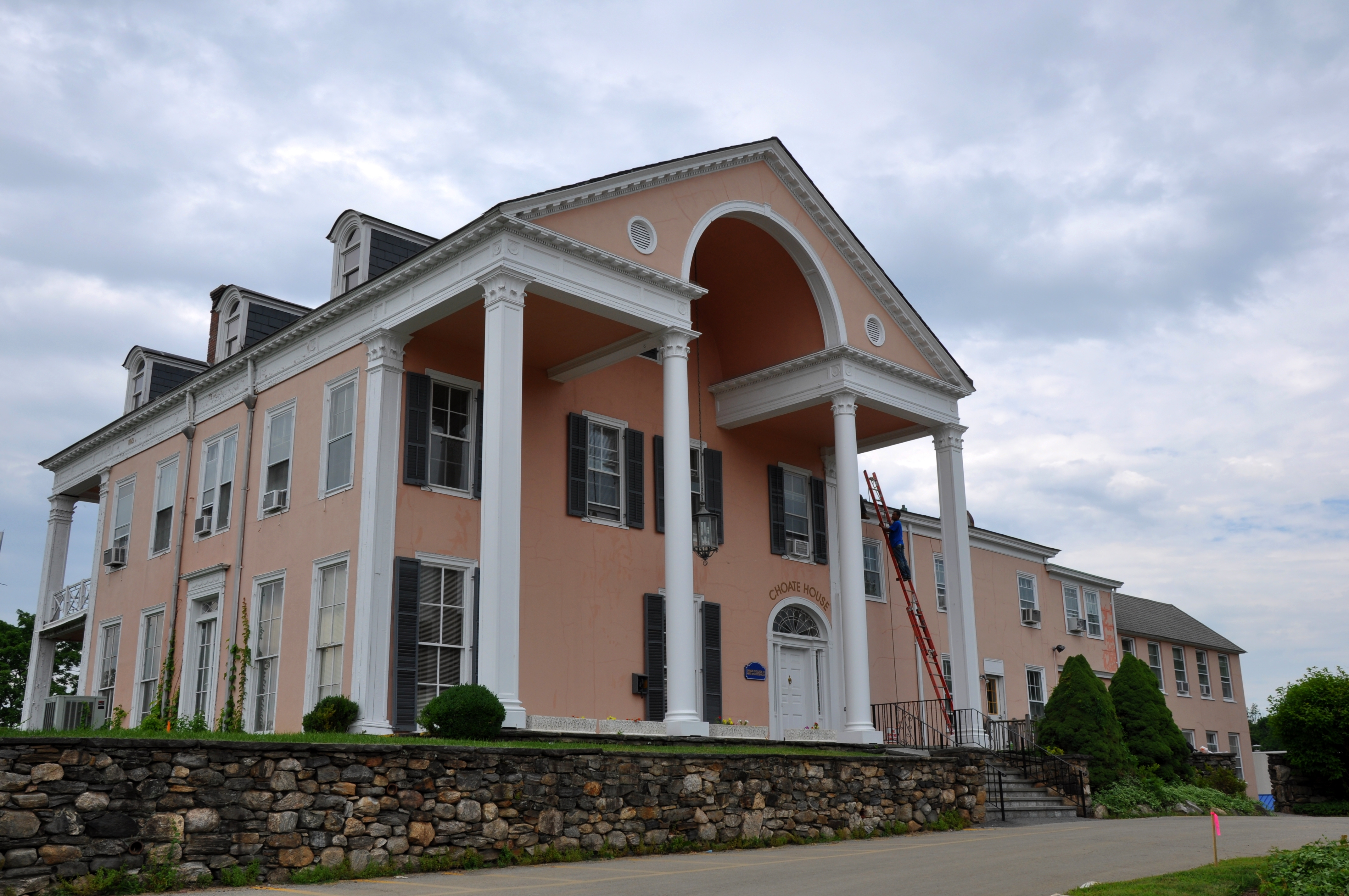
شوت هاوس ، بليزانتفيل

داو هول ، برياركليف مانور

بدأت الدراسة في بليزنتفيل في مقاطعة ويستتشستر، نيويورك عام 1963. يتكون الحرم الجامعي اليوم من الحوزة السابقة لنائب رئيس شركة المؤسسة العامة للأغذية آنذاك، واين ماركس (فئة 1928) - الذي كان ينتمي سابقًا للطبيب المشهور في القرن الثامن عشر الدكتور جورج سي إس شوات (الذي أعطى اسمه إلى بركة ومنزل على الحرم الجامعي.)
تقع على 180 أكر (73 ها)  الحرم الجامعي هو المركز البيئي، الذي تم تشييده حول بقايا مزرعة 1779. يوفر المركز، المخصص لبرنامج الدراسات البيئية، مساحات مكتبية وقاعات دراسية؛ يضم حيوانات الجامعة مثل الدجاج والماعز والأغنام والخنازير والطيور الجارحة. كجزء من خطة بليزانتفيل الرئيسية، تم توسيع هذا المركز البيئي ونقله إلى الجزء الخلفي من الحرم الجامعي. تم تشييد قاعتي سكن جديدتين، هما
ايلم هيل وقاعة الخريجين، في وسط الحرم الجامعي، في مكانها وتم إعادة تصميم مركز طلاب كيسيل.

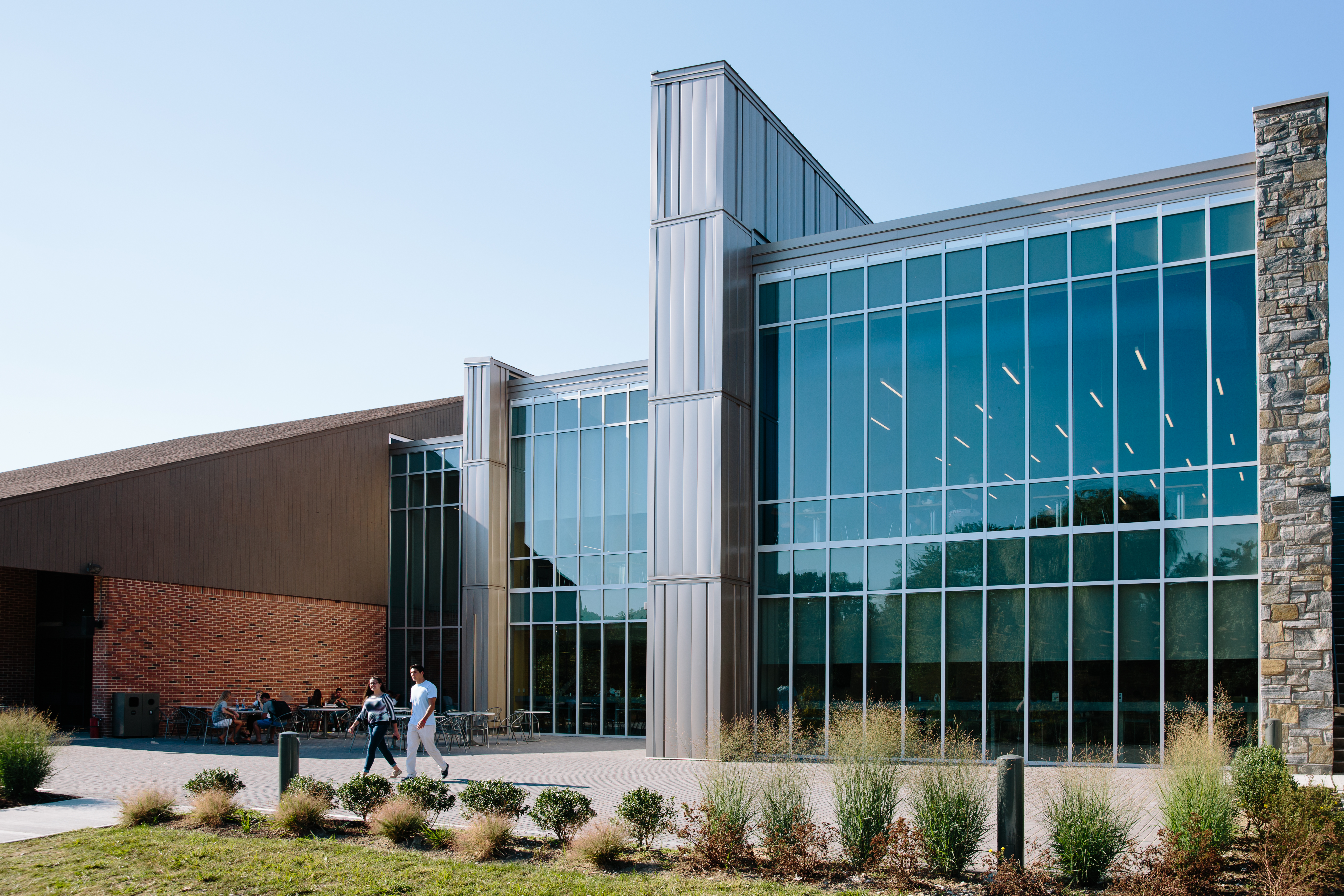

##### مدرسة إليزابيث هوب للقانون
تقع في حدود 30 دقائق من محطة غراند سنترال في مدينة نيويورك، حوالي 23 ميل (37 كـم) شمال مانهاتن  في وايت بلينز ، نيويورك في مقاطعة ويستشستر هي مدرسة إليزابيث هوب للقانون بجامعة بيس . تقع بين الطريق السريع طريق ويستشستر السريع (I-287) وطريق نيويورك 22 (شمال برودواي)، تقع كلية الحقوق على مساحة واسعة 13 أكر (5.3 ها) حرم جامعي في الضواحي مع مزيج من المباني التاريخية والحديثة. تأسست في 1976، مدرسة بيس القانون هي كلية الحقوق الوحيدة الواقعة بين مدينة نيويورك وعاصمة ولاية ألباني، نيويورك، 136 ميل (219 كـم) .
في عام 2020، صنفت مجلة يو إس نيوز آند وورلد ريبورت الشهادة المتقدمة لكلية الحقوق في برنامج القانون البيئي رقم 3،  ومنحت كلية الحقوق المرتبة العامة # 136.
في حرم كلية الحقوق، توجد عيادة بيس للتقاضي البيئي المعترف بها حيث عمل الأستاذ المساعد الفخري للقانون البيئي وخريج بيس، روبرت إف كينيدي جونيور كمدير مشارك قبل التقاعد. يوجد أيضًا في الحرم الجامعي معهد ولاية نيويورك القضائي، وهو أول مركز على مستوى الولايات المتحدة للتدريب والبحث لجميع القضاة والقضاة في نظام المحاكم الموحدة لولاية نيويورك.  يتم توفير خدمة نقل مكوكية بشكل متكرر بين حرم كلية الحقوق ومحطة وايت بلينز التابعة لمترو نورث سكة حديد للعديد من طلاب القانون الذين يتنقلون من مدينة نيويورك وفي جميع أنحاء الولاية. ستيفن جيه فريدمان، المفوض السابق لهيئة الأوراق المالية والبورصات والرئيس المشارك السابق لـ ديبيفواز وبليمبتون، هو عميد كلية بيس للقانون.

## خصائص أخرى

### مدرسة جامعة بيس الثانوية
أنشأت جامعة بيس مدرسة ثانوية عامة وفتحت أبوابها لفصلها الأول في سبتمبر 2004. تقع مدرسة بيس الثانوية في المنطقة التعليمية بمدينة نيويورك ، المنطقة 9، وتشترك في مبنى مع المدرسة المتوسطة 131 في 100 شارع هيستر في مانهاتن السفلى، على بعد 10 مبانٍ من حرم الجامعة في مدينة نيويورك.

### مركز عدل المرأة في محكمة الأسرة بمقاطعة ويستتشستر - يونكرز
في عام 2001، افتتح مركز عدالة المرأة بكلية قانون بيس موقعًا ثانيًا في محكمة الأسرة بمقاطعة ويستشستر في يونكرز ، نيويورك (كان الأول في حرم كلية الحقوق في 27 منزل شارع كرين). محكمة الأسرة في مقاطعة ويستشستر في يونكرز هي واحدة من ثلاث محاكم عائلية في مقاطعة ويستشستر. يقع مكتب يونكرز لمركز عدالة المرأة في محكمة أسرة ويستشستر، 53 جنوب برودواي في يونكرز.

### المعهد الدولي لنزع السلاح
المعهد الدولي لنزع السلاح هو مركز لتدريس ودراسة نزع السلاح وتحديد الأسلحة وعدم الانتشار في جميع أنحاء العالم. عمل ماثيو بولتون، مدير المعهد، على الحملة الدولية لإلغاء الأسلحة النووية، التي فازت بجائزة نوبل للسلام عام 2017. 

## المسرح والفنون
مركز مايكل شيميل للفنون هو المسرح الرئيسي لجامعة بيس ويقع في حرم جامعة نيويورك في مانهاتن السفلى. يعد مركز مايكل شيميل للفنون الذي يضم 750 مقعدًا موطنًا للبرنامج التلفزيوني داخل استيديو الممثلين الذي استضافه جيمس ليبتون وكان سابقًا موطنًا لمسرح الممثلين الوطنيين، وهي شركة مسرحية أسسها الممثل توني راندال الذي كان يقيم. كان مسرح الممثلين الوطنيين شركة المسرح الاحترافية الوحيدة الموجودة في إحدى الجامعات في مدينة نيويورك. تضمنت الإنتاجات المسرحية في بيس نجومًا مثل توني راندال، وآل باتشينو، وستيف بوسيمي، ودومينيك شيانيز، وبيلي كرودوب، وتشارلز دورنينج، وبول جياماتي، وجون غودمان، وتشاز بالمينتيري، وليندا إيموند، ولين كاريو، وروبرتا ماكسويل، وجيف جولدبلوم. تعد بيس أيضًا واحدة من أماكن إقامة مهرجان تريبيكا السينمائي، ومهرجان تريبيكا للمسرح، ومهرجان نيويورك الدولي فرينج (فرينج نيويورك)، ومهرجان نهر تو ريفر  (أكبر مهرجان صيفي مجاني للجمهور في مدينة نيويورك). يعد مسرح وودوارد هول الذي يتسع لـ 135 مقعدًا في الحرم الجامعي في برياركليف مانور في مقاطعة ويستتشستر موطنًا لشركة شركة هدسون ستيج.

## ألعاب القوى
تسمى فرق بيس الرياضية بالحراس. تميمة الجامعة هي الواضع. ترعى جامعة بيس أربعة عشر رياضة جامعية بين الجامعات. تشمل الرياضات الرجالية البيسبول وكرة السلة والهجوم الريفي وكرة القدم واللاكروس والسباحة والغوص. بينما تشمل الرياضات النسائية كرة السلة والتشجيع وعبر الضاحية والرقص والهوكي الميداني وكرة القدم والكرة اللينة والسباحة والغطس وكرة الطائرة. تشمل انتماءاتها الرابطة الوطنية لألعاب القوى (NCAA) القسم الثاني ومؤتمر الشمال الشرقي -10 (NE-10). الألوان الرسمية للمدرسة هي الأزرق والذهبي.

### خدمات
يتم تسليط الضوء على المرافق الرياضية في بيس من خلال 29,000 قدم مربع (2,700 م2) غولدشتاين للصحة واللياقة والترفيه في بليزانتفيل، نيويورك، والذي يضم ساحة تتسع لـ 2400 مقعدًا، ومسبحًا من ثمانية حارات، وغرفة لياقة بدنية / لياقة بدنية / غرفة رقص، وغرفة تدريب، وغرف تبديل ملابس، وغرفة معدات، واجتماعات غرف ومكاتب قسم ألعاب القوى.

## 11 سبتمبر 2001
في يوم الهجمات الإرهابية في 11 أيلول (سبتمبر) 2001 ، فقدت جامعة بيس، على بعد أربع بلوكات من جراوند زيرو، 4 طلاب وأكثر من 40 خريجًا. تم إجبار الطلاب على مغادرة الفصول الدراسية والإخلاء إلى مواقع أخرى في ون بيس بلازا في الساعة 10:00 صباحا قام فريق EMT في مدينة نيويورك بإخلاء ردهة القبول وجعله مركز فرز لضحايا الهجوم. كان العديد من المرضى من ضباط شرطة مدينة نيويورك ورجال الإطفاء وغيرهم من عمال الطوارئ. حطام وحوالي ثلاث بوصات (7.5 سم) من الغبار والرماد على منطقة الحرم الجامعي بمدينة نيويورك والشوارع المحلية. لم تتضرر أي من مباني بيس إلا في مركز التجارة العالمي ؛ فقدت بيس الطابق 55 بأكمله ، 45,943 قدم مربع (4,268.2 م2)   في البرج الشمالي لمركز التجارة العالمي الذي كان يضم معهد التجارة العالمي بجامعة بيس ومركز مؤتمرات التجارة العالمية بجامعة بيس  (الآن مركز المؤتمرات في وسط المدينة). نصب تذكاري  للطلاب والخريجين الذين فقدوا حياتهم في 11 سبتمبر يقف في جميع الجامعات الثلاثة لجامعة بيس. هدية من نادي بيت الكلب الأمريكي ، تمثال لكلب الراعي الألماني يقف أمام ون بيس بلازا (اعتبارًا من خريف 2007) للاحتفال بدعم Pace كمركز فرز في 11 سبتمبر.

## الخريجين المتميزين
من بين الخريجين البارزين والطلاب السابقين في جامعة بيس ما يلي:
- فيليب أبرامو ، الأميركي المحتال المالي، الأبيض جريمة ذوي الياقات مدرب والأسرة الجريمة كابور ريجيم ، والمعروفة باسم «ملك وول ستريت»
- مايك أدينوجا، الرئيس التنفيذي لشركة جلوباكوم
- آيلي، مغنية كورية أمريكية تروج حاليًا في كوريا الجنوبية
- ستيفاني أندوجار، ممثلة ؛ ثمين البرتقال هو الأسود الجديد
- ناثانيال بارنز، سفير ليبيريا السابق لدى الولايات المتحدة
- يانسي بتلر، ممثلة [58]
- فرانك كالديروني ، الرئيس التنفيذي ، أنابلان
- تلفار كليمنس ، مصمم أزياء
- جيمس إي ديفيز، عضو سابق في مجلس مدينة نيويورك
- ستيفاني ديل فالي، موسيقي ، عارضة أزياء ، 2016

## روابط خارجية
- الموقع الرسمي
- موقع ويب جامعة بيس لألعاب القوى